# François-Xavier de Hohenzollern-Hechingen
Pour les articles homonymes, voir Hohenzollern (homonymie).
Le comte François-Xavier de Hohenzollern-Hechingen (en allemand, Friedrich Franz Xaver Prinz von Hohenzollern-Hechingen), né le 18 juillet 1720 à Bayreuth , et mort le 14 mars 1765 au château de Mouffrin à Natoye, Province de Namur, Belgique, second fils survivant de Hermann Frédéric de Hohenzollern-Hechingen et de Josèphe comtesse d'Oettingen-Spielberg est un membre de la Maison de Hohenzollern-Hechingen. 

## Biographie
Au service de l'Autriche, il est "Feldmarschall-Leutnant" de Cavalerie et réside ordinairement tantôt dans son domaine de Geulle (situé jadis aux Pays-Bas et aujourd'hui en Belgique), tantôt au château de Mouffrin, dans la province de Namur où il meurt à l'âge de quarante-quatre ans. 

### Mariage et descendance
François-Xavier de Hohenzollern-Hechingen épouse à Geulle le 21 janvier 1748  Anna, comtesse de Hoensbroech, née à Geulle le 8 mai 1729, y décédée le 26 septembre 1798, fille d'Hermann, Comte de Hoensbroech-Geulle et d'Anna baronne de Tzevel tot Battemburg.
Six enfants (comtes et comtesses de Hohenzollern-Hechingen) sont nés de cette union, :
- Hermann de Hohenzollern-Hechingen (Geulle 6 novembre 1748 - Geulle 1er décembre 1748).
- Fils mort-né à Geulle le 22 août 1749.
- Hermann de Hohenzollern-Hechingen (1751-1810).
- Marie-Anne-Juliane (Maria Anna Juliana) de Hohenzollern-Hechingen, baptisée à Vienne le 5 mars 1755.
- Frédéric-François-Xavier de Hohenzollern-Hechingen (1757-1844).
- Félicité-Thérèse (Felicitas Theresia Maria) de Hohenzollern-Hechingen (Château de Mouffrin, Natoye 18 décembre 1763 - Liège 5 mai 1834), épouse à Wyck près de Maastricht le 25 avril 1782 Maximilien, Comte von Hoen-Neufchâteau (1750-1823).